# Marike van Dijk

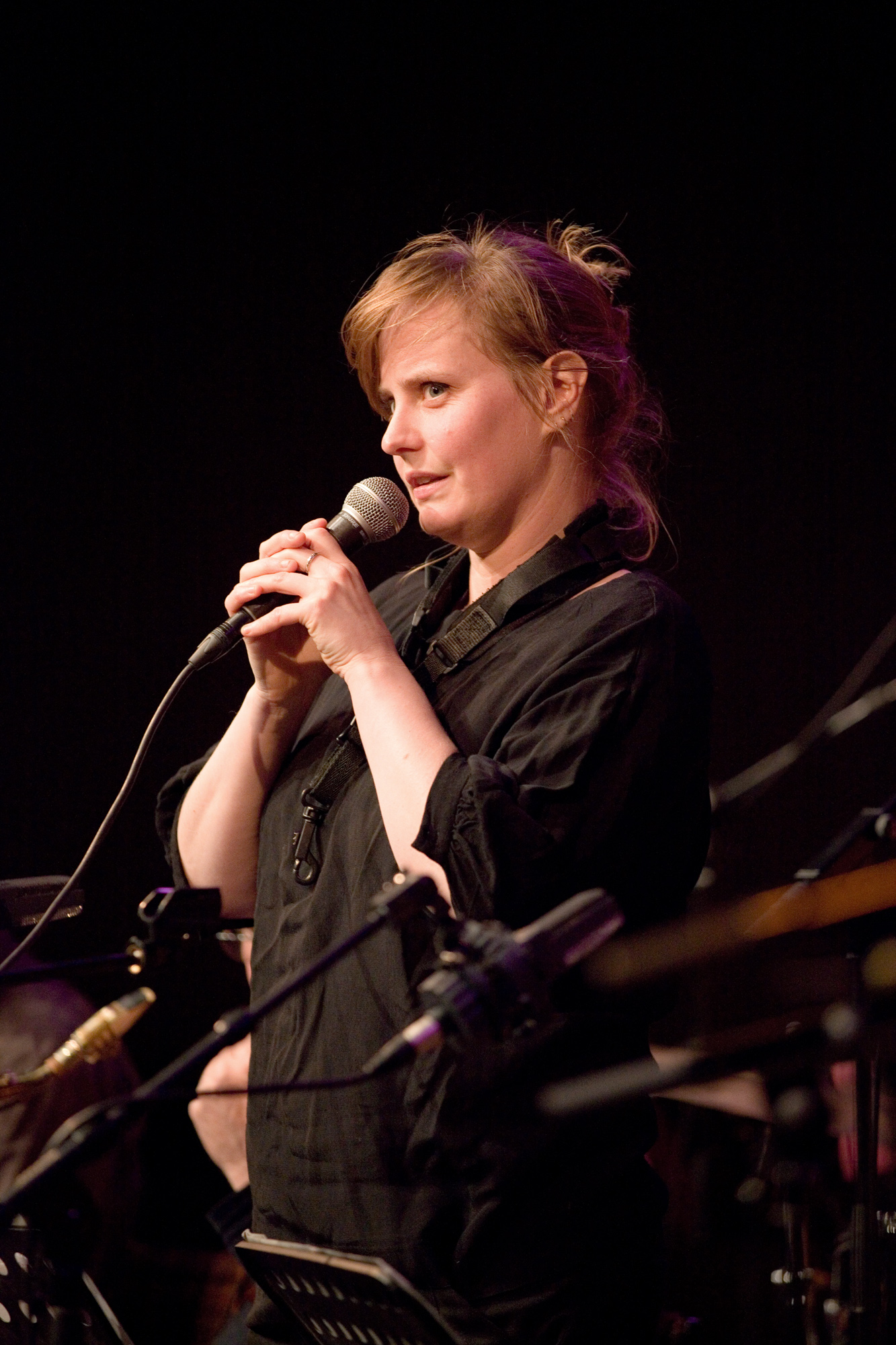
Marike van Dijk, 2017

Marike van Dijk (* 23. August 1982 in Wijckel) ist eine niederländische Jazzmusikerin (Altsaxophon, Komposition).

## Leben und Wirken
Van Dijk, Tochter des Eisschnellläufers Jappie van Dijk, begann bereits mit 11 Jahren, Saxophon zu lernen. Im Alter von vierzehn Jahren spielte sie Jazz. Sie studierte zunächst am Konservatorium Rotterdam (Abschluss 2006), um dann am Konservatorium Amsterdam im Masterstudiengang Jazz Performance zu studieren. Sie tourte mit ihrer eigenen Band durch Europa und spielte mit dem European Jazz Orchestra. Danach ging sie nach New York City, wo sie an der Manhattan School of Music, an der New York University (Master, 2013) und bei Gil Goldstein studierte.  Sie trat hier in Clubs wie dem Blue Note auf und arbeitete mit einer Tanzgruppe namens The Lovelies zusammen. Auch komponierte sie für Andy Cavatorta. Omrop Fryslân drehte einen Dokumentarfilm über ihre Zeit in New York.
Dijk hat mit ihren Bands mehrere Alben veröffentlicht und ist mehrfach auf dem North Sea Jazz Festival aufgetreten. Mit einer zwölfköpfigen Gruppe um Ben van Gelder, Lucas Pino und Mark Schilders nahm sie The Stereography Project auf. Weiterhin spielte sie im Jazzorchestra of the Concertgebouw, Dual City Concert Bigband, Konrad Koselleck Bigband, New Cool Collective Bigband, Amsterdam Jazz Orchestra, New Rotterdam Jazz Orchestra und der Holland Bigband. Mit ihrem Trio Laika into Orbit begleitet sie live Filme. Auch komponierte sie für das Metropole Orkest.
Dijk lehrt am Institut für Musik der Hochschule Osnabrück.

## Diskographische Hinweise
- Patches of Blue (Eigenvertrieb, 2010)
- The Stereography Project (BJU Records, 2015, mit Defne Şahin)
- The Stereography Project Feat. Jeff Taylor and Katell Keineg (Hert Records/Membran, 2018)
- Stranded (2023)